# Lanne-Soubiran
Lanne-Soubiran är en kommun i departementet Gers i regionen Occitanien i sydvästra Frankrike. Kommunen ligger i kantonen Nogaro som tillhör arrondissementet Condom. År 2022 hade Lanne-Soubiran 145 invånare.

## Befolkningsutveckling
Antalet invånare i kommunen Lanne-Soubiran
Referens:INSEE